# 小不點 (貓)
小不點是一隻在台鐵台東車站居住的貓咪，被視為該站的貓站長。

## 生平
小不點原本是隻街貓，當牠流浪到台東車站時，被站務人員帶去就醫和結紮，自此在台東車站定居下來。因為牠眼睛大大圓圓且身軀弱小，所以被站務人員取名為小不點。站務人員為小不點掛上領帶，平時牠以這身裝扮在車站內四處走動閒逛，猶如站長在四處巡視一樣，因此旅客皆視牠為貓站長。2024年，小不點抓捕一隻飛入辦公室的麻雀的事蹟被傳出，一度引發正反兩派網友的論戰。